# Hyundai ix20
De ix20 is een compacte monovolume van de Zuid-Koreaanse autofabrikant Hyundai. De ix20 werd in 2010 gepresenteerd op het autosalon van Parijs, hij is in de Benelux verkrijgbaar sinds 26 november 2010. De ix20 deelt zijn platform met de Hyundai i20 en de Kia Venga.
Huidige modellen Nederland en België:
Bayon ·
i10 ·
i20 ·
i30 ·
Inster ·
Ioniq ·
Ioniq 5 ·
Ioniq 6 ·
Kona ·
Kona Electric ·
Nexo ·
Santa Fe ·
Tucson
Overige modellen internationaal:
Accent ·
Grandeur ·
Genesis ·
Eon ·
Equus ·
Porter ·
Sonata ·
Veloster
Uit productie:
Atos ·
Coupe ·
Dynasty ·
Elantra ·
Excel ·
Getz ·
Genesis Coupe ·
i40 ·
ix20 ·
ix55 ·
Lantra ·
Matrix ·
Pony ·
Santamo ·
Scoupe ·
Stellar ·
Terracan ·
Trajet ·
Tucson ·
XG